# 鍾会

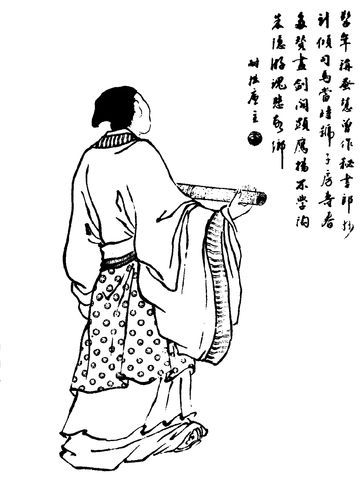
清代の書物に描かれた鍾会の挿絵

鍾 会（しょう かい）は、中国三国時代の魏の武将・政治家・学者。字は士季。豫州潁川郡長社県（現在の河南省許昌市長葛市）の人。父は鍾繇。母は張昌蒲。異母兄は鍾毓。
司馬昭の右腕として活躍し、遂には蜀漢平定に貢献する大功を立てるが、彼の地で反乱を企てた後、敗死した。

## 生涯

### 司馬氏に近侍
幼い時から賢く、早熟だった。鍾会が5歳の時、「瞳を見れば人間の価値を判断できる」という論を唱えていた蔣済は鍾会の瞳を見て、「並外れた人間」と評した。鍾会の母の張昌蒲は謹厳かつ教育熱心で、鍾会に4歳で『孝経』を教え、その後も『論語』『詩経』『尚書』『春秋左氏伝』『易』など様々な書物について学ばせ、暗唱させた。15歳になると太学に入学させ、自ら進んで学ぶように説いた。鍾会は夜を日に継いで勉強し、20歳の頃には王弼と並ぶ評判を勝ち得た。
正始年間に秘書郎、正始8年（247年）には尚書郎に任じられた。嘉平元年（249年）の高平陵の変に際しては、中書郎として皇帝曹芳に随行していた。正元元年（254年）、曹髦が即位すると、関内侯に封じられた。司馬師から曹髦はどのような君主かと尋ねられると「才能は陳思王（曹植）、武勇は太祖（曹操）に匹敵します」と答えている。
正元2年（255年）、毌丘倹・文欽の乱に際しては司馬師に随行し、密謀を担当した。乱の鎮圧後に司馬師が死去すると、曹髦はその弟の司馬昭の兵権を削ぐべく彼を許昌に留め、傅嘏に軍を率いて帰還するよう詔勅を下す。鍾会は傅嘏と相談の末にこれを拒み、司馬昭を奉じて洛陽に帰還した。司馬昭が司馬師の後を継ぐと、鍾会は黄門侍郎・東武亭侯に任じられ、300戸の領地を賜った。この頃、文学を好む曹髦は御殿にて頻繁に討論会を催していたが、鍾会もそのメンバーの一員となっていた。曹髦が歴代の帝王の優劣について論じた際にはそれを記録として残している。
甘露2年（257年）2月、母が亡くなり喪中にあったが、朝廷が諸葛誕を召還して司空に任じると彼がこれに従わないことを予測し、司馬昭の元へ駆けつけて反対した。司馬昭はその諫言に従わず、果たして諸葛誕が反乱すると、鍾会は司馬昭の討伐軍に随行した。呉からは全懌・全端らが諸葛誕の救援に訪れ、寿春城に籠もっていたが、11月に同族の全輝・全儀兄弟が魏に帰順。鍾会はこれを利用し、「自分たちが帰順したのは、全懌らが魏軍を撃破できないことが問題となり、処刑されそうになったため」という文書を全輝兄弟に作らせ、全懌らに送らせた。恐怖を抱いた全懌らは降伏し、甘露3年（258年）2月には逃亡を図った諸葛誕も殺害され、鍾会の功績は大とされた。軍が帰還すると太僕・陳侯に昇進の命を受けたがこれを固辞し、中郎として司馬昭の腹心の地位にあり続けた。当時の人々からは子房（張良の字）と評された。景元元年（260年）には司隷校尉に昇進したが、中央から離れても賞罰や政治上の改革を引き続き取り仕切った。
名声高かった在野の嵆康の元を訪れると、彼は鍾会に対して挨拶をしなかった。嵆康から「何を聞いて訪れ、何を見て去る？」と問われると、「聞くことがあって訪れ、見たことがあって去る」と答え、その場を去った。これによって嵆康は鍾会から恨まれ、また登用を拒絶した司馬昭の恨みも買った。後に嵆康は呂巽・呂安兄弟の裁判において、呂安を擁護する証人として出廷したが、鍾会がこの機に乗じ彼らを除くよう司馬昭に勧めたため、嵆康と呂安は処刑された。

### 蜀漢攻略
鍾会は司馬昭と共に、国力の衰えた蜀漢の制圧が可能と考え、その地形を調査し、状勢を検分していた。景元3年（262年）、鎮西将軍・仮節・都督関中諸軍事に任じられた。
景元4年（263年）5月、鄧艾・諸葛緒・鍾会に蜀漢征伐を命じる詔勅が下り、8月に軍は出立した。許儀を先発隊として道路を整備させたが、後に続いた鍾会が橋を通ると穴が開き、馬の脚が落ち込んだ。許儀は許褚の子で王室に勲功があったが、鍾会は構わずに処刑し、将兵は恐れおののいた。胡烈らを先鋒として陽安関を破り、田章らを派遣して蜀漢の伏兵3部隊を撃破した。諸葛緒の軍と合流すると兵力の独占を企み、彼が怖気づいて前進しないと内密に告発、逮捕へと追い込み、その軍勢を吸収した。
剣閣を守る姜維を抜くことは出来ず、鍾会がそこで対峙している間の11月、山道を通った鄧艾が成都に迫ると劉禅が降伏。蜀漢の制圧は果たされ、姜維らも鍾会の元へ降伏した。部下を厳しく取り締まり略奪を許さず、虚心な態度で呼びかけて蜀の官僚たちを受け入れた。親密な間柄となった姜維のことは「諸葛誕や夏侯玄でも彼以上ではあるまい」と評している。12月には詔勅が下り、司徒・県侯に任じられ、1万戸を加増された。

### 反乱と敗死
蜀漢の降伏後、鄧艾は司馬昭の戒めにも反発し、このまま勢いに乗って呉も併呑するよう強硬に主張していた。人の書体を真似ることに長けていた鍾会はこの機に乗じ、両者の手紙を偽作して互いの疑心を煽った上で、鄧艾には謀反の疑いがあると告発。彼を逮捕させ、その軍勢を一手に握ることに成功した。そうして反乱の計画を進めようと画策するが、鄧艾の逮捕を名目に司馬昭が大軍を率いて迫っていることを聞き、自身の逆心が露呈していることを悟り、反乱を決行。景元5年（264年）正月16日、郭皇太后の遺詔を偽作し、成都の政堂にて司馬昭排除のクーデターを宣言すると共に、その場に招いていた魏・蜀の官吏を幽閉し、軍の指揮官を全て自身の側近に交代させた。しかし幽閉された将の1人、胡烈は外部との連絡手段を設けると、子の胡淵らに対し「兵士たちは皆殺しにされる」という虚報を伝える。18日、胡淵は胡烈の軍を率いて決起。鍾会は姜維や、数百人の将兵と共に殺害された。享年40。
鍾会に随行していた甥の鍾邕は、鍾会と共に死亡。同じく甥で鍾会が養育した鍾毅・鍾峻・鍾辿らは死刑に該当したが、鍾峻・鍾辿兄弟は、父の鍾毓（景元4年死去）の功に免じて恩赦された。両名が恩赦されたのは、鍾毓が生前、司馬昭に対し「鍾会は策謀に走りすぎて一貫した態度を取れない男だから、任務を彼一人に任せるのは宜しくない」と諫言していたためとも言われる。
鍾会が蜀漢討伐に派遣されるに当たり、邵悌は司馬昭に対し「鍾会は独り身ですから（制度上、都に置いている）人質も顧みないでしょう。別の人間を行かせるべきです」と諫言した。これに対し司馬昭は「征蜀は容易なのに人々は不可であるという。ただ鍾会だけが私と同意見なのだ。蜀を滅ぼした後、中原の将士は帰郷を願い、蜀の遺臣は恐怖を抱いているだろう。鍾会に異心があっても何ができようか」と答え、取り合わなかった。また鍾会が鄧艾を告発するに及び、司馬昭は鍾会の逆心を見透かした上で「私が長安に到着すれば自然と片がつくだろう」などと述べ、その予測通りに鍾会の乱は鎮圧された。
鍾会の遺体は向雄に引き取られ、埋葬された。司馬昭は「かつて王経が死んだ時、私は貴卿が東市で哭泣したことを咎めなかった。しかし今回は鍾会が自らの意志で叛逆したというのに、なぜ貴卿は葬儀を行ったのか。このようなことを許していたら法はどうなるのだ」と向雄を叱った。向雄は「先王は朽ちた骨にまで仁愛を及ぼされました。先に功罪を知ってから埋葬することができるでしょうか。今、誅伐がすでに鍾会へ加えられ、法は全うされました。私は彼の遺体を収め、埋葬を行なって道義を貫きました。殿下は朽ちた骨を憎み野辺に捨てておいでですが、将来、仁者賢人に嘆かれることになります。それは残念なことではありませんか」と答えた。司馬昭はこの答を聞くと上機嫌となり、向雄との閑談を続けた。

## 学問
若年から学問に優れ、『易』の互体を否定する論文や、才能と本性の同異についての論文（才性四本論）を記した。前者については荀顗がこれを批判して高い評価を受け、後者については傅嘏が、才能と本性とが一致しないことを論じ、鍾会がその論をまとめて記述したとも言われる。その死後には自宅から、鍾会が書いたと思われる『道論』と名づけられた20編の文章が見つかったが、その内容は道家の説でなく、刑名家の説であった。

## 評価
鍾会の野心が見抜かれていたとするエピソードは多く、友人の傅嘏は鍾会に「君は野心がその器量より大きく、功業を為せるものではない。慎み深くあるべきだ」と忠告していた。他に、辛憲英は従子の羊祜に「鍾会は事に当たって好き勝手に振る舞うので、いつまでも人に仕えている者ではないでしょう」、王元姫は夫の司馬昭に「鍾会は利を見て義を忘れ、事を起こすことを好みます。寵愛が過ぎれば必ず背きますから、大権を任せてはいけません」と語っていたという。裴楷は「鍾士季と対面すると、武器庫に並んだ矛や戟を見ているようだ」と評した。
嘉平元年（蜀漢の延熙12年/249年）に夏侯覇は魏から蜀漢へ降伏するが、当時から鍾会を高く評価し、「鍾士季という者がいて、その者が朝政を取り仕切ることになれば、呉蜀にとって憂いとなるでしょう」と警告した。
『三国志』の編者である陳寿は、その評で鍾会を「精練された策略家」としながらも、王淩・毌丘倹・諸葛誕ともども「大きな野心を抱き、災禍を顧みることなく事変を起こした結果、一族が地に塗れる結果を招いた」。小説『三国志演義』においては毛宗崗が、鍾会の反逆計画について「秘密が守られず、しかも迅速でなかった。その死は当然である。しかし事が上手く行っていればいたで、諸将を殺した後に姜維に殺されていただろうから、どちらにせよ鍾会は死ぬことになっただろう」と評している。

## 三国志演義における鍾会
小説『三国志演義』では、蜀漢に投降した夏侯覇が以下のエピソードを姜維に語る形で初めて名が挙がる。魏帝曹丕に謁見した当時8歳の兄・鍾毓は、満面に汗を掻いていたため、「卿何を以て汗するや？」と下聞され、「戦戦惶惶、汗出如漿」と駢文をもって答えた（惶と漿はともに平声陽韻）。しかし同じことを問われた7歳の鍾会は、「戦戦慄慄、汗不敢出」と一枚上手の駢文で答えた（慄と出はともに入声で類似韻）ため、人々は鍾会を誉めそやしたという。